# Liste des communes de la province de Huelva
Liste des 79 communes de la province de Huelva, en Andalousie (Espagne)

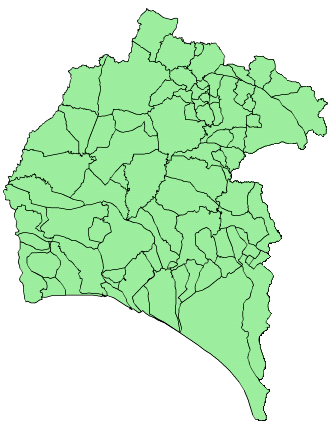
Carte des communes de la province de Huelva

- Haut – A
- B
- C
- D
- E
- F
- G
- H
- I
- J
- K
- L
- M
- N
- O
- P
- Q
- R
- S
- T
- U
- V
- W
- X
- Y
- Z

## A
- Alájar
- Aljaraque
- El Almendro
- Almonaster la Real
- Almonte
- Alosno
- Aracena
- Aroche
- Arroyomolinos de León
- Ayamonte

## B
- Beas
- Berrocal
- Bollullos Par del Condado
- Bonares

## C
- Cabezas Rubias
- Cala
- Calañas
- El Campillo
- Campofrío
- Cañaveral de León
- Cartaya
- Castaño del Robledo
- El Cerro de Andévalo
- Corteconcepción
- Cortegana
- Cortelazor
- Cumbres de Enmedio
- Cumbres de San Bartolomé
- Cumbres Mayores
- Chucena

## E
- Encinasola
- Escacena del Campo

## F
- Fuenteheridos

## G
- Galaroza
- Gibraleón
- La Granada de Río-Tinto
- El Granado

## H
- Higuera de la Sierra
- Hinojales
- Hinojos
- Huelva

## I
- Isla Cristina

## J
- Jabugo

## L
- Lepe
- Linares de la Sierra
- Lucena del Puerto

## M
- Manzanilla
- Los Marines
- Minas de Riotinto
- Moguer

## N
- La Nava
- Nerva
- Niebla

## P
- La Palma del Condado
- Palos de la Frontera
- Paterna del Campo
- Paymogo
- Puebla de Guzmán
- Puerto Moral
- Punta Umbría

## R
- Rociana del Condado
- Rosal de la Frontera

## S
- San Bartolomé de la Torre
- San Juan del Puerto
- San Silvestre de Guzmán
- Sanlúcar de Guadiana
- Santa Ana la Real
- Santa Bárbara de Casa
- Santa Olalla del Cala

## T
- Trigueros

## V
- Valdelarco
- Valverde del Camino
- Villablanca
- Villalba del Alcor
- Villanueva de las Cruces
- Villanueva de los Castillejos
- Villarrasa

## Z
- Zalamea la Real
- Zufre